# Хуан Ховер
Хуан Хувер (на испански: Juan Jover) е бивш испански пилот от Формула 1. Роден на 23 ноември 1903 година в Барселона, Испания.

## Формула 1
Хуан Хувер прави своя дебют във Формула 1 в Голямата награда на Испания през 1951 година, като това остава единственото му участие и не успява да спечели точки, състезава се частен автомобил на Мазерати.